# Helene Schlanzowsky-Grekowska
Helene Schlanzowsky-Grekowska, född 1813, död 1897, var en polsk-österrikisk ballerina. 
Hon var under åren 1831-1836 prima ballerina på teatern i Kärntnertor i Wien. Hon tillhörde sin samtids mer uppmärksammade artister.  